# هیرامو
هیرامو (به لاتین: Hıramo) یک منطقه مسکونی در جمهوری آذربایجان است که در شهرستان لریک واقع شده است. هیرامو ۱۵۴ نفر جمعیت دارد.

## ریشه واژه
هیر یا هر در زبان تالشی به‌معنی مِه و هامو به‌معنی مکان یا زمین صاف و هموار است. برخی نیز آن را از دو واژه هیر و مو یا مُ به‌معنی ریزش می‌دانند. مفهوم نخست به‌معنی زمین هموار با هوای مه‌آلود و مفهوم دوم محل ریزش یا ریزشگاه مه است.